# Tours That El Emad

Les tours El Emad (arabe : أبراج ذات العماد) sont 5 tours situés à Tripoli, en Libye. Elles sont situées dans le quartier El Saddi au centre-ville de Tripoli. La construction du bâtiment a commencé au début de 1984 et il a ouvert ses portes en 1990.
```

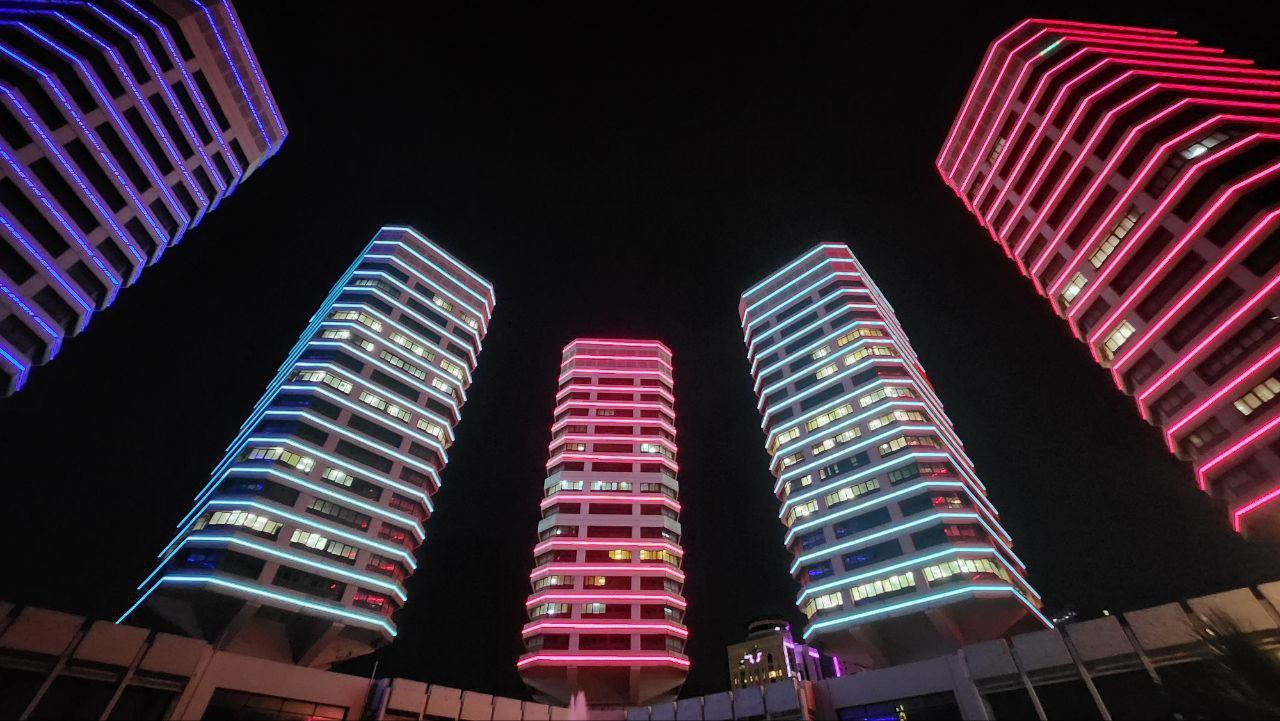

Il a été construit par une entreprise 
sud-coréenne
 nommée Daewoo Engineering 
&
amp; Construction . Le complexe est composé de 5 tours de 18 étages chacune avec une vue dégagée sur la mer. Il a été construit sous le gouvernement de 
Mouammar Kadhafi
.
```